# Alphard
Alphard (Alfa Hydrae, α Hya) – najjaśniejsza gwiazda w gwiazdozbiorze Hydry, odległa od Słońca o około 180 lat świetlnych.

## Nazwa
Gwiazda ta nosi tradycyjną nazwę Alfard, która wywodzi się od arabskiego ‏الفرد‎ al fard, co oznacza „samotnik” – w istocie jest jedyną jasną gwiazdą w tym obszarze nieba. Łacińska nazwa Cor Hydrae, „serce Hydry”, odnosi się do położenia w gwiazdozbiorze. Międzynarodowa Unia Astronomiczna w 2016 roku formalnie zatwierdziła użycie nazwy Alphard dla określenia tej gwiazdy.

## Charakterystyka obserwacyjna
Jej wielkość obserwowana to 1,99m, zaś wielkość absolutna jest równa −1,72m. Przy ciemnym niebie widoczny jest pomarańczowy kolor gwiazdy.

## Charakterystyka fizyczna
Alphard to pomarańczowy olbrzym lub jasny olbrzym, należący do typu widmowego K3. Jego temperatura to 4120 K, a jasność 780 razy przekracza jasność Słońca. Gwiazda ma masę trzykrotnie większą niż masa Słońca i opuściła już ciąg główny; obecnie w jej jądrze trwa synteza helu w węgiel i tlen. Alfard w przyszłości odrzuci otoczkę tworząc mgławicę planetarną i zakończy życie jako biały karzeł.
Gwiazda ma dwie optyczne towarzyszki i może być gwiazdą fizycznie podwójną. Gwiazda Alfa Hydrae B, o wielkości 9,70m jest oddalona o 282,3″ (w 2009 r.). Jej ruch jest zgodny z ruchem Alfarda i jeśli jest z nim związana grawitacyjnie, to jest to najprawdopodobniej pomarańczowy karzeł typu K0 o niewielkiej masie, odległy od olbrzyma o co najmniej 15 700 au i obiegający go w czasie co najmniej 870 tysięcy lat. Składnik Alfa Hydrae C, oddalony o 256,7″ (pomiar z 2000 r.) ma zbyt duży ruch własny, aby być związany z Alphardem.